# Leopoldo Cicognara
Leopoldo Cicognara (født 17. november 1767 i Ferrara, død 5. marts 1834 i Venedig) var en italiensk greve, kunsthistoriker og kunstsamler.
Cicognara var en tid lang optaget af diplomatiske hverv og administrativ virksomhed, som han imidlertid atter (1808) opgav, for snart efter at blive kaldet til præsident for Kunstakademiet i Venedig. Fra den tid kunde han med fuld kraft hellige sig til kunststudiet og forfattervirksomhed; han har blandt andet skrevet Memorie storiche dei letterati ed artisti ferraresi (1811), hovedværket: Storia della scultura dal suo risorgimento in Italia (1813—18, 3 bind med kobbere; 2. oplag 1823—24, 7 bind) og Memorie spettanti alla storia della calcografia (1831). Sine mange rejser benyttede han også til flittig samlen af kunstgenstande, bland andet kobberstik, de dengang ret oversete Nielloarbejder. I sin ungdom optrådte han også som æstetisk forfatter, var desuden landskabsmaler og kobberstikker.